# Phaseolus albescens
Phaseolus albescens là một loài thực vật có hoa trong họ Đậu. Loài này được McVaugh ex Ramirez-Delgadillo & A. Delgado miêu tả khoa học đầu tiên năm 1999.